# Henryk Piętek

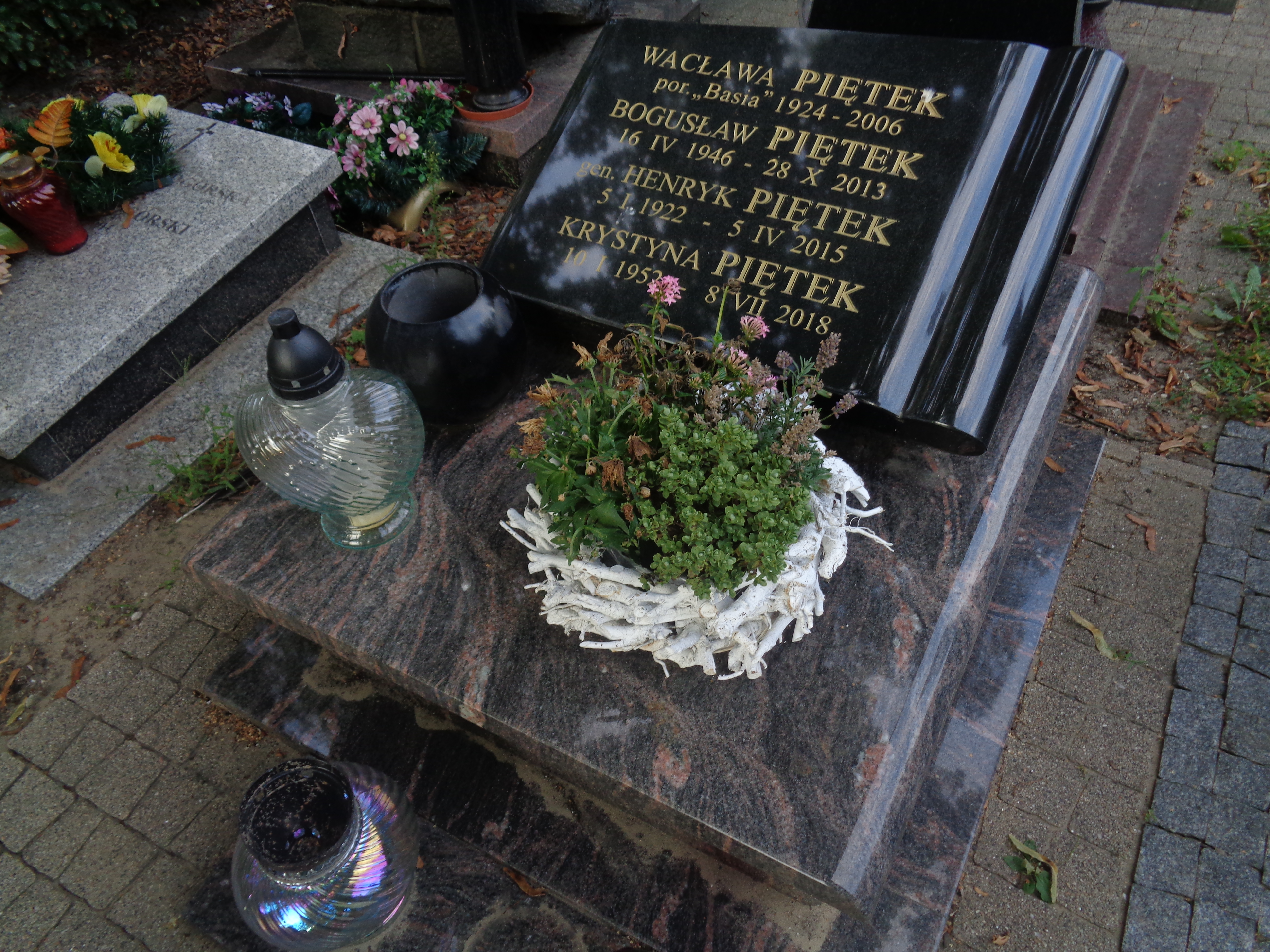
Grób gen. Henryka Piętka na Cmentarzu Wojskowym na Powązkach w Warszawie

Henryk Piętek, ps. „Gigant” (ur. 5 stycznia 1922 w Pardołowie, zm. 5 kwietnia 2015 w Konstancinie-Jeziornie) – generał brygady MO.

## Życiorys
Syn Antoniego i Józefy. W początkowym okresie okupacji niemieckiej był członkiem Armii Krajowej. W 1943 wstąpił do Gwardii Ludowej, później w Armii Ludowej na terenie powiatu koneckiego. Walczył w oddziale pod dowództwem Mieczysława Moczara. W marcu 1945 został skierowany przez Komitet PPR w Końskich do pracy w organach bezpieczeństwa publicznego, w których m.in. pełnił funkcje kierownika sekcji śledczej Powiatowego Urzędu Bezpieczeństwa Publicznego w Końskich (1945), szefa PUBP w Końskich (1945–1947). W 1947 ukończył kurs szefów PUBP w Centrum Wyszkolenia MBP w Legionowie. Następnie sprawował kolejno funkcje: Szefa PUBP w Piotrkowie Trybunalskim (1947–1951), słuchacza kursu aktywu kierowniczego w CW MBP w Legionowie (1951), p.o. zastępcy szefa WUBP w Poznaniu (1951–1954), funkcjonariusza WUBP we Wrocławiu (1954–1957), II zastępcy komendanta ds. bezpieczeństwa KW MO we Wrocławiu (1957–1958), funkcjonariusza KW MO we Wrocławiu (1958–1961), ponownie II zastępcy kmdta ds. bezpieczeństwa KW MO we Wrocławiu (1961–1962), zastępcy dyrektora Departamentu IV MSW (1962–1965), dyrektora Dep. III MSW (1965–1971). W październiku 1971 na mocy uchwały Rady Państwa PRL otrzymał nominację na stopień generała brygady MO; nominację wręczył mu w Belwederze przewodniczący Rady Państwa PRL Józef Cyrankiewicz.
Podsekretarz stanu w MSW (1971–1974), a po zakończeniu służby w resorcie spraw wewnętrznych – podsekretarz stanu w Ministerstwie Leśnictwa i Przemysłu Drzewnego (1974–1980).
Odznaczony został m.in. Krzyżem Komandorskim z Gwiazdą Orderu Odrodzenia Polski oraz Medalem im. Ludwika Waryńskiego (1986).
Pochowany został w grobie rodzinnym w kwaterze urnowej na Cmentarzu Wojskowym na Powązkach w Warszawie (kwatera NII-3-9).